# 巴伐利亞廣播交響樂團
巴伐利亞廣播交響樂團（德語：Symphonieorchester des Bayerischen Rundfunks，BRSO）是德國慕尼黑巴伐利亞廣播公司所屬的知名管弦樂團，亦是慕尼黑四大管弦樂團之一。主要的表演場地為德國慕尼黑的藝術文化中心愛樂廳（Philharmonie im Gasteig）及慕尼黑王宫中的赫拉克勒斯厅（Herkulessaal）。

## 历史
巴伐利亚广播交响乐团成立于1949年，以慕尼黑早期广播乐团的成员为核心人员。1949至1960年，欧根·约胡姆是该乐团的第一任首席指挥。随后的首席指挥包括拉斐尔·库贝利克、科林·戴维斯和洛林·马泽尔。管弦乐队最近的首席指挥是马里斯·扬颂斯，从2003年一直到他于2019年去世。
2010年，西蒙·拉特尔首次客座指挥了巴伐利亚广播交响乐团。2021年1月，乐团宣布任命拉特尔为其下一任首席指挥，从2023-2024乐季开始生效，初始合約为5年。
管弦乐队参加由作曲家卡尔·阿马德乌斯·哈特曼创立的“Musica Viva”音乐会至今。
该乐团为许多商业唱片公司录制了唱片，包括DG、RCA和EMI。该乐团录制的肖斯塔科维奇第十三交响曲而获得了2006年格莱美最佳管弦乐演奏奖。该乐团最近开始以自己的BR-Klassik厂牌制作唱片。

## 人物

### 歷任首席指揮
- 欧根·约胡姆，1949年–1960年
- 拉法埃尔·库贝里克，1961年–1979年
- 科林·戴维斯，1983年–1992年
- 洛林·马泽尔，1993年–2002年
- 马里斯·扬颂斯，2003年–2019年
- 西蒙·拉特尔，現任

## 外部連結
- 巴伐利亚广播交响乐团的官方网站 （页面存档备份，存于）（德文）
- 巴伐利亚广播交响乐团的官方网站 （页面存档备份，存于）（英文）
- 巴伐利亞廣播交響樂團的Discogs页面（英文）

48°8′39.6″N 11°33′13.7″E / 48.144333°N 11.553806°E